# 塞尔维尼
塞尔维尼（法語：Servigny，法語發音：[sɛʁviɲi]）是法国芒什省的一个旧市镇，属于库唐斯区。2019年，塞尔维尼与临近的2个市镇并入市镇滨海古维尔。

## 地理
塞尔维尼（49°5'37"N, 1°28'27"W）面积3.95 平方千米，位于法国诺曼底大区芒什省，该省份为法国西北部沿海省份，西、北、东北三面环大西洋，东起顺时针与卡爾瓦多斯省、奧恩省、马耶讷省和伊勒-维莱讷省接壤。
与塞尔维尼接壤的市镇（或旧市镇、城区）包括：蒙叙尔旺、昂克特维尔、布瓦罗热、布兰维尔、拉旺德莱、滨海古维尔、圣索沃尔维拉日。

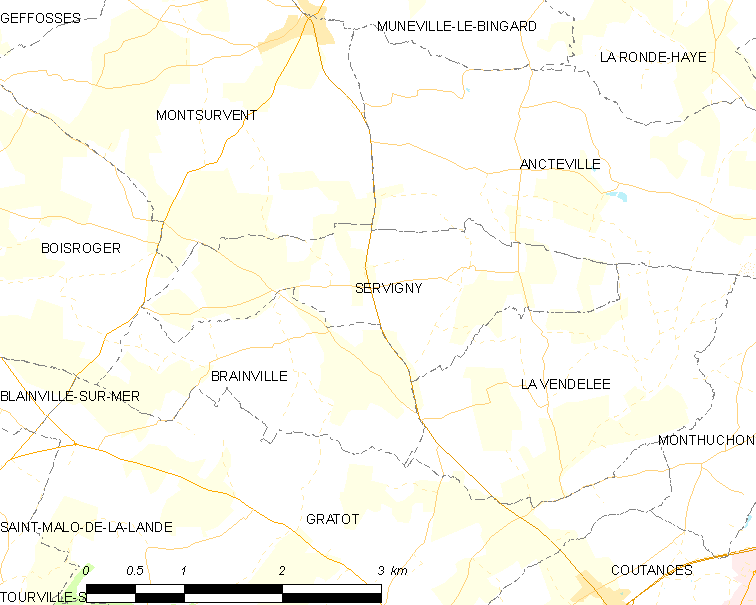
塞尔维尼的OSM定位图

塞尔维尼的时区为UTC+01:00、UTC+02:00（夏令时）。

## 行政
塞尔维尼的邮政编码为50200，INSEE市镇编码为50573。

## 政治
塞尔维尼所属的省级选区为库唐斯县。

## 人口

1962-2008年间塞尔维尼人口变化图示

塞尔维尼于2018年1月1日时的人口数量为199人。